# Shadwell (Virgínia)
Shadwell foi uma grande propriedade agrícola localizada nas proximidades de Charlottesville, no estado norte-americano da Virgínia. A plantação pertencia a Petter Jefferson. Foi também o local de nascimento de Thomas Jefferson, terceiro presidente eleito dos Estados Unidos.
A região foi batizada em homenagem a Shadwell, comuna inglesa onde havia nascido Jane Randolph, mulher de Petter Jefferson e mãe de Thomas Jefferson.
Em 1770 a casa em Shadwell foi destruída em um incêndio.